# Upper Manor Estates
Upper Manor Estates est une communauté située dans la province d'Alberta, dans le centre.